# Раденко Видински
Раденко Рангелов Видински е български политик от БКП, министър на строежите и строителните материали в периода 1956 – 1959 година, пощенски и строителен работник.

## Биография

### Образование и младежки години
Раденко Видински е роден на 26 февруари (14 февруари стар стил) 1899 година в село Трекляно, Босилеградско (тогава в Княжество България). През 1918 година става член на БРСДП (т.с.), приела година по-късно името БКП (т.с). Участва в Септемврийското въстание от 1923 година в Ескиджумайско, за което е осъден на 10 години затвор, но е амнистиран на следващата година. След освобождаването си влиза и активно участва във Военната организация на БКП (т.с), за което отново е осъден на 3 години затвор.
През 1931 година Видински е избран за народен представител в XXIII обикновено народно събрание. След Деветнадесетомайския преврат от 1934 година и установяването на дипломатически отношения със Съветския съюз заминава в Москва, където до 1936 година учи в Международната ленинска партийна школа. В периода 1934 – 1936 година е член на Централния комитет на партията, а след връщането си в България – член на Политбюро и секретар на Централния комитет (ЦК) на БРП (т.с.) до към 1941 година, когато е интерниран последователно в лагерите „Гонда вода“ и „Кръсто поле“. От есента на 1943 година е на свобода, като в нелегалност е пълномощник на партийното ръководство в Кюстендилско.

### Професионална кариера
Първоначално след Деветосептемврийския преврат 1944 г. Видински е помощник-командир по политическата част на Пета българска армия. Непосредствено след преврата на мястото на полицията се създава Дирекция на народната милиция в София. Неин пръв директор е Енчо Стайков, заменен в края на септември 1944 г. от Раденко Видински.
На 17 ноември 1944 година Раденко Видински е отстранен от ръководството на милицията, остро критикуван за масовия терор през предходните седмици. Той е тежко засегнат от това, прави опит за самоубийство, а в продължение на месеци негови колеги са загрижени за психическото му здраве. В крайна сметка е назначен за началник на отдела за масовите организации в ЦК на БКП.
От 27 – 28 февруари и 1 март 1945 година до смъртта си на 31 юли 1974 година е преизбиран многократно за член на ЦК на БКП. Народен представител е между 1946 и 1974 и два пъти член на Президиума на Народното събрание през 1954 – 1958 и 1966 – 1971 година.
През 1956 – 1959 година Раденко Видински влиза като министър на строителните материали и горската промишленост, а след това на строежите и строителните материали в първото и второто правителство на Антон Югов. От 1969 година до края на живота си е заместник-председател на Националния съвет на Отечествения фронт.
Обявен е за „Герой на социалистическия труд“ през 1964 година.
Раденко Видински умира на 31 юли 1974 година в София.

## Семейство
Има по-малък брат Кирил Видински, командир на Търговищкия партизански отряд.